# ワーグナー・メーヤワイン転位
ワーグナー・メーヤワイン転位（ワーグナー・メーヤワインてんい、英語: Wagner–Meerwein rearrangement）とは、有機化学の反応のうち、カルボカチオンでの水素原子や炭化水素基の1,2-転位反応のことである。カルボカチオン転位 (carbocation rearrangement) とも呼ばれる。
ワーグナー・メーヤワイン転位は、カチオン中心の炭素にその隣接する炭素原子上の炭化水素基が1,2-転位して、隣接する炭素にカチオン中心が移動する反応である。
この転位は可逆反応であるため、転位の方向はカルボカチオンが安定となる方へ転位反応が進行していくことになる。カルボカチオンの安定性は第1級、第2級、第3級の順に高くなるため、第1級→第2級→第3級というように転位反応が進行していく。また転位する炭化水素基は電子供与性が高いものほど転位しやすい。π電子系であるフェニル基やビニル基がもっとも転位しやすく、第3級アルキル基、第2級アルキル基、第1級アルキル基、水素の順に転位しにくくなる。
この転位の例は、SN1反応により炭素鎖から脱離基が脱離してカルボカチオンが生成したときに見られる。例えば、3-メチル-2-ブタノールに対して塩化水素を反応させてSN1反応を行なった場合、生成物は本来ならもともとヒドロキシ基があった2位の炭素がクロロ化された 2-クロロ-3-メチルブタンとなるはずが、実際は3位の炭素がクロロ化された 2-クロロ-2-メチルブタンとなる（注: IUPAC命名法では塩素原子の位置が変わることによって位置番号の付け方が変わるため、もともと3位であった炭素が2位に変わっている。）。この反応機構は以下のようになっている。
まず、プロトンがヒドロキシ基に付加した後水分子が脱離して、まず初めに2位の炭素がカチオン中心となる。これは第二級カルボカチオンである。このカチオンにおいて、3位の炭素上の水素が2位へと転位して3位の炭素がカチオン中心となれば、これは第三級カルボカチオンとなり、より安定なカルボカチオンとなることができる。そのため、この方向にワーグナー・メーヤワイン転位が進行する。そして転位が起こった結果、生成するカルボカチオンに塩化物イオンが付加することで3位がクロロ化された生成物が得られる。
1899年にゲオルク・ワーグナーが、カンフェンヒドロクロリド (2-chloro-2,3,3-trimethylbicyclo[2.2.1]heptane) からイソボルニルクロリド (2-chloro-1,7,7-trimethylbicyclo[2.2.1]heptane) への転位反応としてこの反応を発見した。その後、1914年にハンス・メールヴァインが他の化合物でも同様の反応が広く起こることを示し、カルボカチオンを経由する機構を提示したのでこの2人の名が付けられている。